# ルシア・バレラ
ルシア・バレラ（Lucía Varela、2003年8月10日 - ）は、スペインの女子バレーボール選手。ポジションはミドルブロッカー。スペイン代表。

## 来歴

### クラブチーム
ア・コルーニャ出身。2018年、スペイン2部リーグのCAEP Soriaへ入団。2020年、CV JAV Olímpicoへ移籍し、2020/21シーズンのスペインリーグで優勝を果たした。2021/22シーズンのスペインリーグでは準優勝し、ベストミドルブロッカー賞を受賞した。2022年6月、イタリアセリエAのイゴール・ゴルゴンゾーラ・ノヴァーラへの移籍が発表され、2022/23シーズンのイタリアセリエA1リーグでは4位、欧州チャンピオンズリーグで3位となった。2023年7月、フランスのQuimper Volley 29への移籍が発表され、2023/24シーズンのフランスカップではベストミドルブロッカー賞を受賞した。2024年5月に同チームの退団が発表された。2024年7月、ドイツのアリアンツ MTV シュトゥットガルトへの移籍が発表された。

### 代表チーム
2021年、シニア代表に初選出され、同年のヨーロッパリーグでは銅メダルを獲得した。2023年の欧州選手権ではベストブロッカー部門でトップの活躍をみせた。

## 球歴
- 欧州選手権 - 2021年、2023年

## 受賞歴
- 2022年 - 2021/22スペインリーグ ベストミドルブロッカー賞
- 2024年 - フランスカップ ベストミドルブロッカー賞

## 所属クラブ
- CAEP Soria（2018-2020年）
- CV JAV Olímpico（2020-2022年）
- イゴール・ゴルゴンゾーラ・ノヴァーラ（2022-2023年）
- Quimper Volley 29（2023-2024年）
- アリアンツ MTV シュトゥットガルト（2024年-）